# Hobbyfrälsaren
 Hobbyfrälsaren utkom 2004 och är en roman i serien om Emanuel Hjort av kusinerna Anders Jacobsson och Sören Olsson.

## Handling
Emanuel är tillbaka i Sverige efter gymnasieskolans första sommarlov, och har varit på Rhodos. Han har slutat med kaffe och alkohol, och försöker sluta tänka för mycket på sex och tjejer.
Till skolan anländer en ny årskull elever, och vissa av flickorna lockar. Emanuel börjar även anordna en fotograferingskurs för skolelever, hans pappa och styvmamma skall separera, och hans halvbror Jack förbereder sig för svenska mästerskapen i friidrott för gymnasister.
Emanuels kompis Tage blir gripen av polisen för fylleri, medan Emanuel ändå fortsätter tänka på tjejer och försöker få till det med Lina, Liv och Helene. Det inträffar även ett dödsfall, och Emanuel bevittnar en innebandyturnering för utvecklingsstörda.

### Fotnoter
1. ↑  ”Hobbyfrälsaren” (på engelska). Worldcat. 13 mars 2004. https://www.worldcat.org/title/hobbyfralsaren/oclc/186564800&referer=brief_results. Läst 30 mars 2015.